# Roscoe (Dakota Południowa)
Roscoe – miasto w Stanach Zjednoczonych, w stanie Dakota Południowa, w hrabstwie Edmunds.